# Casa dels Amics d'Alforja
Casa dels Amics d'Alforja és una obra d'Alforja (Baix Camp) inclosa a l'Inventari del Patrimoni Arquitectònic de Catalunya.

## Descripció
Casa espaiosa, de planta rectangular, amb dues entrades, una per la plaça de Dalt i l'altre pel Mercadal. Està situada al bell mig del poble, i presenta a la façana de la plaça una balconada llarga, amb reixa de ferro i dues finestres- balcó comunicades per ella. Obra de paredat, arrebossada. Coberta amb teulada, limitada sobre la façana per una balustrada.

## Història
Casa de vella construcció, probablement d'origen antic, reformada els segles xviii i xix. L'associació cultural "Amics d'Alforja", creada el 1956, adquirí la casa (per 1.650.000 pessetes) per fer-la servir de seu social, amb intenció d'organitzar-hi un museu local i un centre de foment de cultura, de reunió, etc. Estan previstes, igualment, una sèrie de reformes per tal d'adequar l'interior de l'edifici a les necessitats. Adquirida la tardor de 1980.